# Полищук, Игорь Игоревич
Игорь Игоревич Полищук (укр. Ігор Ігорович Поліщук; род: 1 июля 1988 года, Луцк, Волынская область, Украинская ССР, СССР) — украинский политический и государственный деятель. Депутат Луцкого городского совета VI и VII созывов. Городской голова Луцка с 27 ноября 2020 года.

## Биография
Игорь Игоревич Полищук родился 1 июля 1988 года в украинском городе Луцк, Волынской области. С 1995 по 2005 учился в общеобразовательной школе № 15 г. Луцка. С 2005 по 2010 гг. учился и окончил с отличием Национальную академию внутренних дел Украины (раньше — Киевский национальный университет внутренних дел) по специальности «Правоведение». С 2011 по 2013 годы учился и окончил Национальный юридический университет имени Ярослава Мудрого по специальности «Правоведение».
Карьера:
2012—2013 гг. — юрисконсульт благотворительного фонда «Фонд Игоря Палицы „Новый Луцк“»;
2013—2016 гг. — главный юрисконсульт благотворительного фонда «Фонд Игоря Палицы „Новый Луцк“»;
2016—2017 гг. — заместитель председателя правления благотворительного фонда «Фонд Игоря Палицы „Только вместе“»;
2017 г. — секретарь Луцкого городского совета, исполняющий полномочия городского головы;
2017—2020 гг. — советник Луцкого городского головы;
С 27 ноября 2020 года — городской голова Луцка.